# 柳叶菜单囊壳
柳叶菜单囊壳（学名：Sphaerotheca epilobii）是属于白粉菌目白粉菌科单囊壳属的一种真菌，寄生在柳叶菜属植物上。该种分布于中国、日本、丹麦、加拿大、比利时、西班牙、俄罗斯、芬兰、阿尔及利亚、法国、波兰、英国、美国、挪威、葡萄牙、瑞典等地。